# Vireux-Molhain
Vireux-Molhain – miejscowość i gmina we Francji, w regionie Grand Est, w departamencie Ardeny.
Według danych na rok 1990 gminę zamieszkiwały 1923 osoby, a gęstość zaludnienia wynosiła 232 osób/km².